# Faiditus americanus
Faiditus americanus är en spindelart som först beskrevs av Władysław Taczanowski 1874.  Faiditus americanus ingår i släktet Faiditus och familjen klotspindlar. Inga underarter finns listade i Catalogue of Life.